# Helgi Sigurðsson
Helgi Sigurðsson (Reykjavík, 17 settembre 1974) è un ex calciatore islandese, di ruolo attaccante.

## Carriera
Inizia la sua carriera da professionista nel Vikingur con il quale ha svolto anche il settore giovanile. Dopo il Fram, altra formazione islandese, si trasferisce in Germania prima allo Stoccarda, poi nel TeBe Berlino.
Tornato al Fram nel 1997, si trasferisce in Norvegia dove vince la coppa nazionale con lo Stabæk.
Dal 1999 al 2001 è in Grecia col Panathīnaïkos con cui esordirà in Champions League. Al termine dell'avventura greca ritorna in Norvegia al FK Lyn per poi emigrare all'AGF in Danimarca.
Tornato in patria, dopo una nuova stagione nel Fram e tre nel Valur decide di tornare nel club che lo ha lanciato, il Vikingur.

## Nazionale
Colonna della nazionale islandese, ha totalizzato 62 presenze e 10 reti.

## Palmarès

### Club

#### Competizioni nazionali
- Coppa d'Islanda: 1

Fram: 2013